# Lavaldens
Lavaldens [lavaldɛ̃s] est une commune française située dans le département de l'Isère, dans le massif du Taillefer, en région Auvergne-Rhône-Alpes.
Autrefois modeste paroisse de la province royale du Dauphiné, puis rattachée à la communauté de communes de la Matheysine dès sa création en 1995, ses habitants sont dénommés les Vaudantins.

## Géographie

### Situation et description
La commune, traversée par le 45e parallèle nord, est de ce fait située à égale distance du pôle Nord et de l'équateur terrestre (environ 5 000 km).
Le village de Lavaldens est situé à 1 078 mètres d'altitude et est traversé par le torrent de la Roizonne.
La commune la plus proche est La Valette, à environ 5 km.
Lavaldens se trouve en contrebas de la station de ski de l'Alpe du Grand Serre.

### Climat
Pour des articles plus généraux, voir Climat d'Auvergne-Rhône-Alpes et Climat de l'Isère.
En 2010, le climat de la commune est de type climat de montagne, selon une étude du Centre national de la recherche scientifique s'appuyant sur une série de données couvrant la période 1971-2000. En 2020, Météo-France publie une typologie des climats de la France métropolitaine dans laquelle la commune est exposée à un climat de montagne ou de marges de montagne et est dans une zone de transition entre les régions climatiques « Alpes du nord » et « Alpes du sud ». 
Pour la période 1971-2000, la température annuelle moyenne est de 7,4 °C, avec une amplitude thermique annuelle de 16,3 °C. Le cumul annuel moyen de précipitations est de 1 205 mm, avec 9 jours de précipitations en janvier et 7,3 jours en juillet. Pour la période 1991-2020, la température moyenne annuelle observée sur la station météorologique installée sur la commune est de 8,3 °C et le cumul annuel moyen de précipitations est de 1 241,5 mm,. Pour l'avenir, les paramètres climatiques de la commune estimés pour 2050 selon différents scénarios d'émission de gaz à effet de serre sont consultables sur un site dédié publié par Météo-France en novembre 2022.
| Mois                                  | jan.          | fév.          | mars          | avril         | mai           | juin          | jui.          | août          | sep.          | oct.        | nov.         | déc.          | année    |
| ------------------------------------- | ------------- | ------------- | ------------- | ------------- | ------------- | ------------- | ------------- | ------------- | ------------- | ----------- | ------------ | ------------- | -------- |
| Température minimale moyenne (°C)     | −4,5          | −4,8          | −2,1          | 1,9           | 5             | 8,5           | 10,2          | 9,8           | 6,7           | 3,9         | −0,3         | −3,7          | 2,6      |
| Température moyenne (°C)              | 0             | 0,3           | 3,8           | 8             | 11,1          | 15,1          | 17,4          | 16,6          | 13,1          | 9,6         | 4,4          | 0,7           | 8,3      |
| Température maximale moyenne (°C)     | 4,5           | 5,5           | 9,7           | 14,2          | 17,1          | 21,7          | 24,5          | 23,5          | 19,5          | 15,3        | 9,1          | 5,2           | 14,2     |
| Record de froid (°C) date du record   | −17 26.01.07  | −22 05.02.12  | −18 01.03.05  | −8,3 08.04.21 | −4 17.05.12   | −1,5 01.06.06 | −1,5 25.07.11 | −1,5 31.08.11 | −3 21.09.11   | −8 30.10.12 | −16 27.11.10 | −17 12.12.12  | −22 2012 |
| Record de chaleur (°C) date du record | 15,5 20.01.07 | 20,5 25.02.21 | 21,5 18.03.14 | 25 07.04.11   | 29,8 22.05.22 | 33,7 26.06.19 | 34 31.07.20   | 35 19.08.12   | 29,5 04.09.23 | 27 26.10.06 | 21 08.11.15  | 17,3 31.12.22 | 35 2012  |
| Précipitations (mm)                   | 102,5         | 79,8          | 86,1          | 95,5          | 120,1         | 96,1          | 87,9          | 93,3          | 111,4         | 122,6       | 131,9        | 114,3         | 1 241,5  |

### Hydrographie
Le territoire de la commune est traversé par la Roizonne, un torrent qui prend source dans le canton de Valbonnais et un affluent (rive droite) de la Bonne.

### Voies de communication
Le territoire de la commune est situé à l'écart des grands axes routiers nationaux et n'est uniquement traversé que la route départementale 114 (RD114)

## Urbanisme

### Typologie
Au 1er janvier 2024, Lavaldens est catégorisée commune rurale à habitat très dispersé, selon la nouvelle grille communale de densité à sept niveaux définie par l'Insee en 2022.
Elle est située hors unité urbaine et hors attraction des villes,.

### Occupation des sols
L'occupation des sols de la commune, telle qu'elle ressort de la base de données européenne d’occupation biophysique des sols Corine Land Cover (CLC), est marquée par l'importance des forêts et milieux semi-naturels (92,6 % en 2018), une proportion sensiblement équivalente à celle de 1990 (92,1 %). La répartition détaillée en 2018 est la suivante : 
espaces ouverts, sans ou avec peu de végétation (37,5 %), milieux à végétation arbustive et/ou herbacée (30,2 %), forêts (24,9 %), prairies (7,4 %). L'évolution de l’occupation des sols de la commune et de ses infrastructures peut être observée sur les différentes représentations cartographiques du territoire : la carte de Cassini (XVIIIe siècle), la carte d'état-major (1820-1866) et les cartes ou photos aériennes de l'IGN pour la période actuelle (1950 à aujourd'hui).

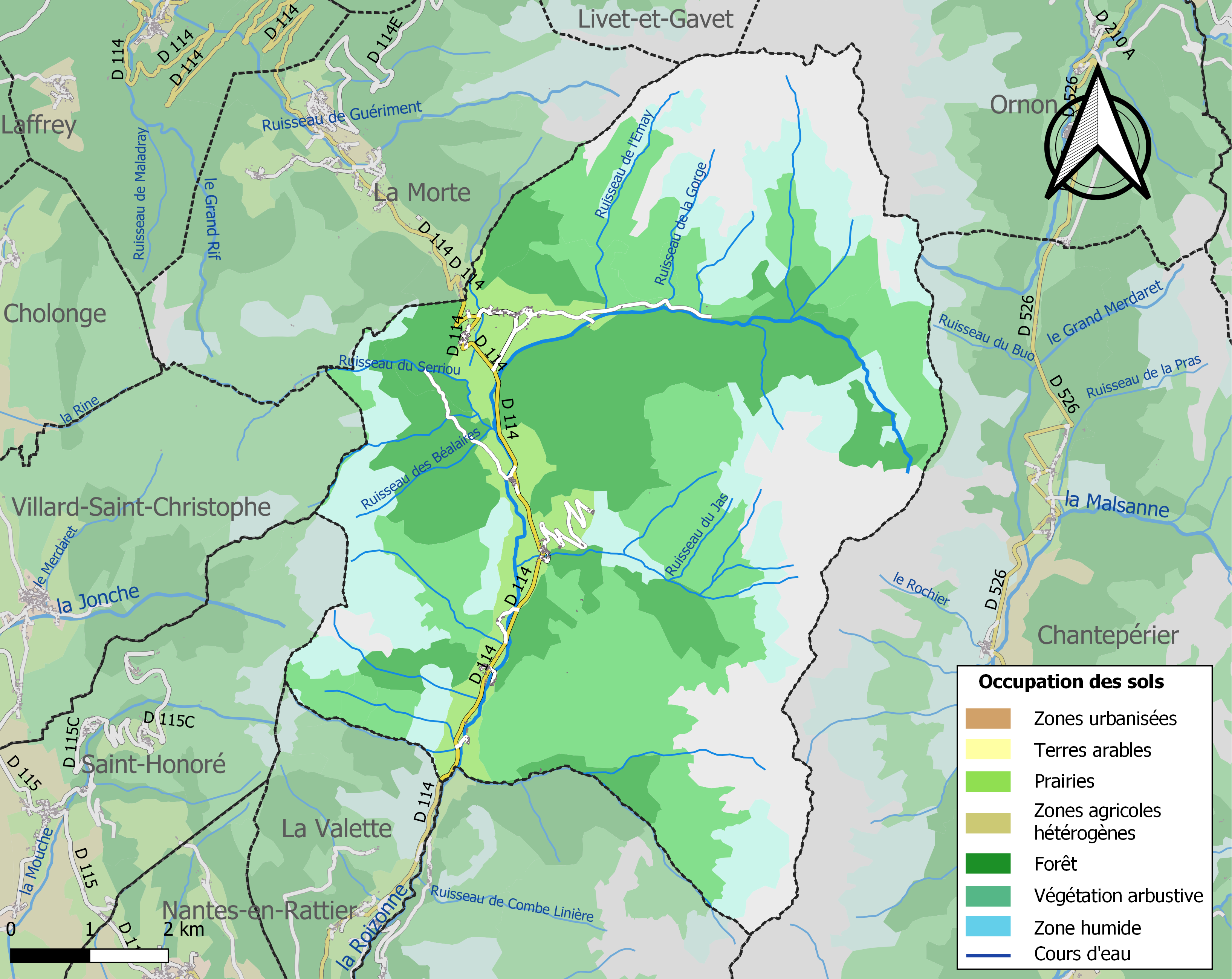
Carte des infrastructures et de l'occupation des sols de la commune en 2018 (CLC).

### Hameaux, lieux-dits et écarts

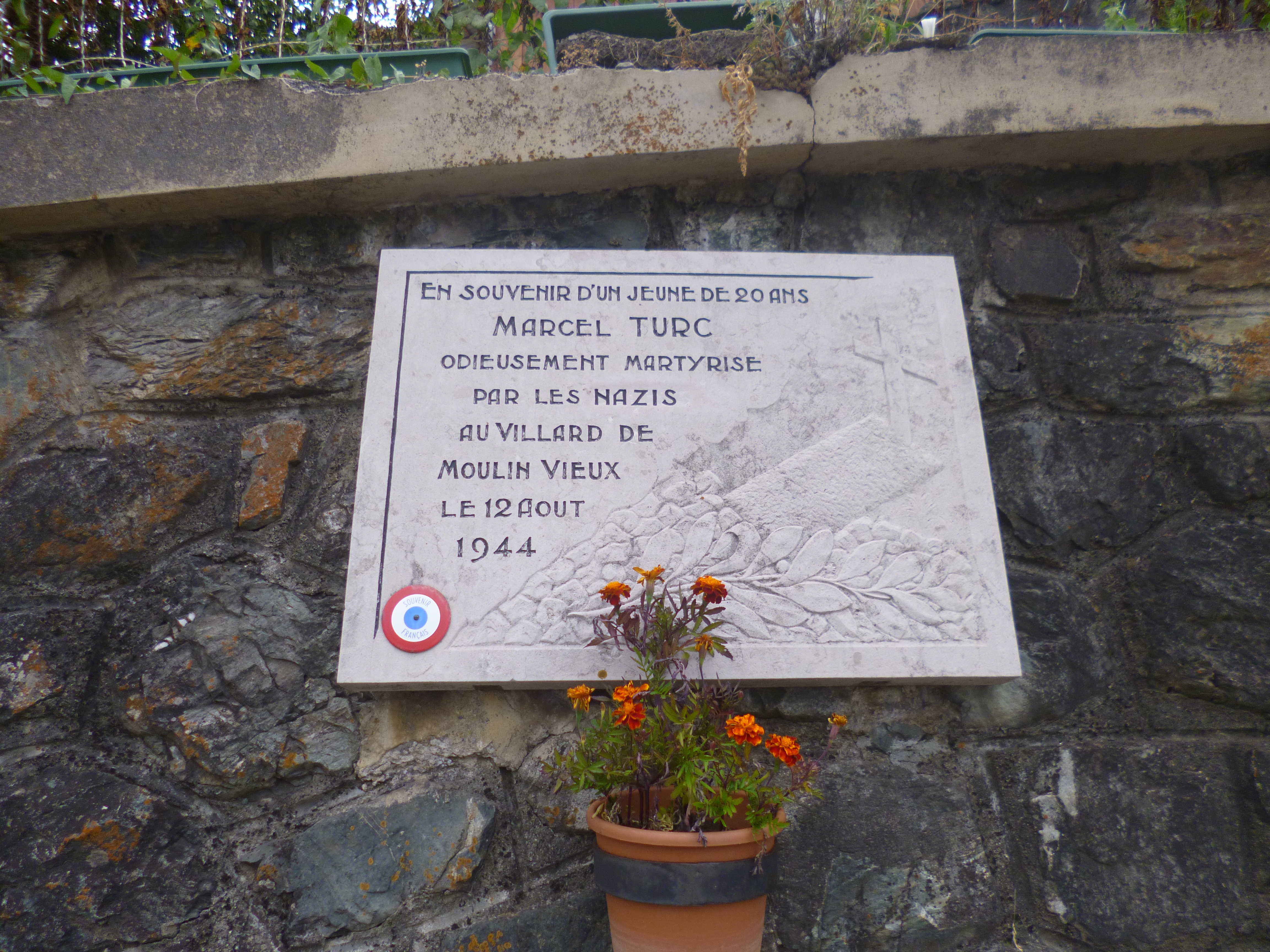
Plaque commémorative en mémoire de Marcel Turc, maquisard, fusillé en 1944 à Moulin-Vieux

- la Ville
- Moulin-Vieux
- le Pey
- les Mazoirs
- le Villard
- le Fontagnieu
- les Freaux
- le Mollard
- la Gorge
- les Guers
- le Sappey
- la Scie
- le Moulin de Fontagnieu

### Risques naturels et technologiques

#### Risques sismiques
L'ensemble du territoire de la commune de Lavaldens est situé en zone de sismicité n°3 (sur une échelle de 1 à 5), comme la plupart des communes de son secteur géographique. Elle se situe cependant au sud de la limite d'une zone sismique classifiée de « moyenne ».
| Type de zone | Niveau            | Définitions (bâtiment à risque normal) |
| ------------ | ----------------- | -------------------------------------- |
| Zone 3       | Sismicité modérée | accélération = 1,1 m/s2                |

## Politique et administration

### Liste des maires
| Période                                  | Période   | Identité           | Étiquette | Qualité         |
| ---------------------------------------- | --------- | ------------------ | --------- | --------------- |
| mars 2001                                | mars 2014 | M. Roger Cointe    | SE        |                 |
| mars 2014                                | En cours  | M. Arnaud Chattard | SE        | Agent technique |
| Les données manquantes sont à compléter. |           |                    |           |                 |

## Population et société

### Démographie
Ses habitants sont appelés "Vaudantins".
L'évolution du nombre d'habitants est connue à travers les recensements de la population effectués dans la commune depuis 1793. Pour les communes de moins de 10 000 habitants, une enquête de recensement portant sur toute la population est réalisée tous les cinq ans, les populations de référence des années intermédiaires étant quant à elles estimées par interpolation ou extrapolation. Pour la commune, le premier recensement exhaustif entrant dans le cadre du nouveau dispositif a été réalisé en 2007.

En 2022, la commune comptait 161 habitants, en évolution de +2,55 % par rapport à 2016 (Isère : +3,07 %, France hors Mayotte : +2,11 %).
| 1793 | 1800 | 1806 | 1821 | 1831 | 1836 | 1841 | 1846 | 1851 |
| ---- | ---- | ---- | ---- | ---- | ---- | ---- | ---- | ---- |
| 374  | 593  | 575  | 597  | 698  | 708  | 633  | 647  | 642  |

| 1856 | 1861 | 1866 | 1872 | 1876 | 1881 | 1886 | 1891 | 1896 |
| ---- | ---- | ---- | ---- | ---- | ---- | ---- | ---- | ---- |
| 591  | 539  | 543  | 527  | 475  | 477  | 434  | 449  | 447  |

| 1901 | 1906 | 1911 | 1921 | 1926 | 1931 | 1936 | 1946 | 1954 |
| ---- | ---- | ---- | ---- | ---- | ---- | ---- | ---- | ---- |
| 455  | 453  | 421  | 325  | 301  | 286  | 281  | 229  | 268  |

| 1962 | 1968 | 1975 | 1982 | 1990 | 1999 | 2006 | 2007 | 2012 |
| ---- | ---- | ---- | ---- | ---- | ---- | ---- | ---- | ---- |
| 246  | 224  | 157  | 146  | 131  | 139  | 151  | 152  | 169  |

| 2017 | 2022 | - | - | - | - | - | - | - |
| ---- | ---- | - | - | - | - | - | - | - |
| 151  | 161  | - | - | - | - | - | - | - |

En 1836, Lavaldens comptait plus de 700 habitants. Jusqu'en 2000, la commune a connu un fort exode rural mais depuis quelques années, on compte quelques nouveaux habitants.

### Enseignement
La commune est rattachée à l'académie de Grenoble.

### Manifestations

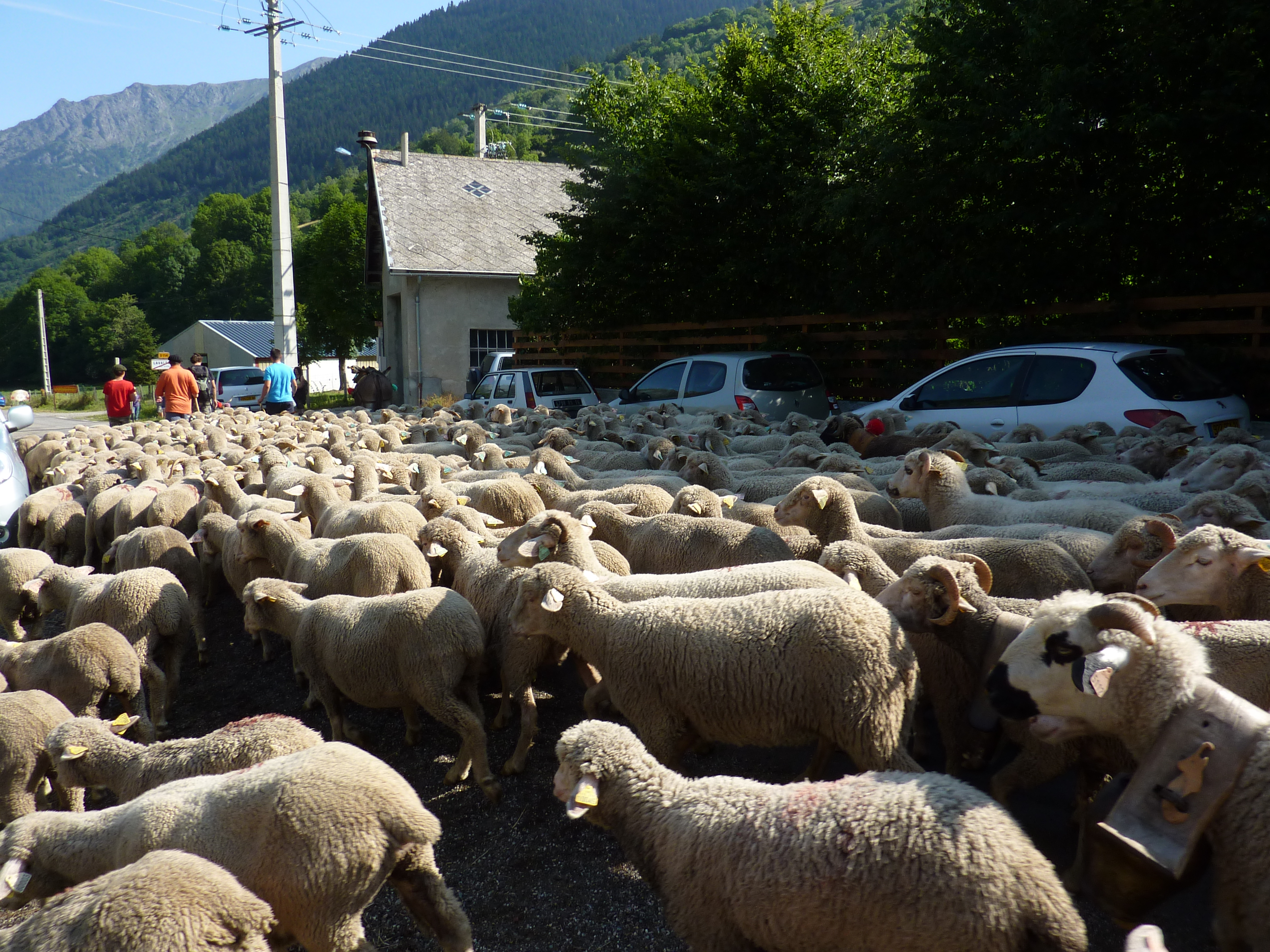
Transhumance à Lavaldens.

Depuis 2007, chaque année en juillet, une fête de la Transhumance est organisée dans le village.

### Médias
Historiquement, le quotidien régional Le Dauphiné libéré consacre, chaque jour, y compris le dimanche, dans son édition de Romanche et Oisans, un ou plusieurs articles à l'actualité de la communauté de communes, du canton, ainsi que des informations sur les éventuelles manifestations locales.
La commune est située sur l'aire de diffusion de radio Ici Isère, une radio publique qui émet sur tout le territoire du département de l'Isère.

## Culture locale et patrimoine

### Lieux et monuments
- Église Saint-Christophe de Lavaldens.
- Église Saint-Antoine de Moulin-Vieux.

### Patrimoine naturel
Lavaldens ne fait plus partie du parc national des Écrins en tant qu'une des communes non signataires de la Charte de 2013.

### Lavaldens dans les films
Le film La Vie Promise, d'Olivier Dahan, avec Isabelle Huppert, fut en partie tourné dans la commune en 2002.

### Personnalités liées à la commune
- Paul Maurice Rutty, né le 4 janvier 1895 à Lavaldens et mort le 18 janvier 1994 à Lavaldens, chevalier de la Légion d'honneur (1960) à titre militaire, titulaire de la médaille militaire et de la Croix de guerre 1914-1918 avec palme. Il fut grièvement blessé lors de la Première Guerre mondiale le 14 juin 1915 au sein du 13e Bataillon de Chasseurs alpins (13e BCA).
- Hugues Freynet (1896-1977) ancien Maire du village de 1935 à 1945, était le patron fondateur de la scierie de Lavaldens, qu'il a construit en 1922 avec Joseph LENOIR (Maire de Lavaldens de 1954 à 1972). Il était le frère de Manuel FREYNET (1892-1918) Caporal de la 9e Compagnie du 140e régiment d'infanterie, mort pour la France sur le front en Belgique le 5 mai 1918.
- Madeleine Clavel (Lavaldens Moulin Vieux 1891 - Saint-Hilaire du Touvet 1981), appelée Madeleine Mayer-Clavel après 1920, chanteuse lyrique, artiste à l'Opéra Comique, soprano. Elle a débuté à Paris en 1917[20].

### Patrimoine gastronomique
- Bleu de Lavaldens : fromage local à pâte persillée autrefois affiné dans les grottes près du village. Cette spécialité, qui était destinée à la consommation familiale est vouée à disparaître.

### Héraldique
|  | Lavaldens possède des armoiries dont l'origine et le blasonnement exact ne sont pas disponibles. |